# Santa Coloma (La Rioja)
Santa Coloma település Spanyolországban, La Rioja autonóm közösségben. Santa Coloma Sotés, Daroca de Rioja, Nalda, Castroviejo, Bezares, Manjarrés és Ventosa községekkel határos. Lakosainak száma 103 fő (2024).

## Népesség
A település népessége az elmúlt években az alábbi módon változott:
| Lakosok száma | 149  | 126  | 143  | 143  | 123  | 112  | 90   | 94   | 92   | 103  |
|               | 2001 | 2004 | 2007 | 2009 | 2012 | 2014 | 2017 | 2019 | 2022 | 2024 |